# Swietłyj (rejon swietliński)
Swietłyj (ros. Светлый) – osiedle w Rosji, w obwodzie orenburskim, ośrodek administracyjny rejonu swietlińskiego. W 2010 liczyło 7992 mieszkańców.